# Hoàng tử Argai
Hoàng Tử Argai (Argai: The Prophecy) là một bộ phim hoạt hình Pháp dài 26 tập do Jean-César Suchorski đạo diễn và cốt truyện được viết bởi Sébastien Dorsey. Phim từng được HTV Việt Nam mua bản quyền lồng tiếng Việt và chiếu trên sóng truyền hình.

## Cốt truyện
Năm 1250, vị hôn thê Angel của Hoàng tử Argaï bị ếm bởi ma thuật của Nữ Hoàng Bóng Tối (Orial). Mụ nữ hoàng độc ác này tu luyện bất tử bằng cách đánh cắp tuổi trẻ của các thiếu nữ và khiến họ luôn ngủ trong suốt cuộc đời còn lại của họ. Khi phát hiện hôn thê bị phù phép, Argaï quyết tâm tiêu diệt Nữ Hoàng Bóng Tối. Bỗng một tia sét đánh vào nhà thờ và đưa chàng đến New York tương lai năm 2075, nơi mà Nữ Hoàng Bóng Tối đang thống trị. Tại đây, chàng gặp thám tử Oscar Lightbulb, trợ lý Barnaby và cô thư ký Moony Moon. Họ quyết định giúp Argaï trong cuộc chiến chống lại nữ hoàng và giải cứu người yêu. Tình cờ, họ khám phá ra quyển sách tiên tri trong đó ghi cách để đánh bại Nữ Hoàng Bóng Tối bằng phương thuốc giải độc được tạo nên bởi 13 thành phần đặc biệt. Thách thức của họ là phải đi tìm các thành phần. Đánh hơi được nguy hiểm, Nữ Hoàng Bóng Tối đã đánh cắp cuốn sách và dùng nó để truy đuổi Hoàng tử Argaï và những người bạn của mình.
Không giống như các câu chuyện liên quan đến du hành thời gian khác, khi một nhân vật bị chết trong dòng thời gian không phải là của mình, anh ta được trả lại cho dòng thời gian của chính mình chứ không chết. Đây là chi tiết quan trọng cho những người anh hùng vì để đánh bại Nữ Hoàng Bóng Tối, họ phải giết được bà ta trong dòng thời gian năm 2075. Ngược lại, Nữ Hoàng Bóng Tối cũng phải giết Argaï trong dòng thời gian năm 1250.
Mỗi nhân vật trong phim mượn hình tượng của một loài động vật. Ở Pháp, phim giới hạn độ tuổi 6+ dành cho thiếu nhi.
Năm 2012, một đội ngũ sản xuất Pháp thông báo họ sẽ làm phim điện ảnh 3D Hoàng Tử Argai. Tuy nhiên, dự án đã bị hoãn vì thiếu kinh phí.

## Danh sách tập phim
- Chương I. Hoàng Tử Argai
- Chương II. Người Mang Mặt Nạ
- Chương III. New York, 2075
- Chương IV. F-107
- Chương V. Chuyến Đi Dài
- Chương VI. Nhà Thờ Đức Bà Paris
- Chương VII. Cây Khoai Ma
- Chương VIII. Bùa Hộ Mạng Của Pharaoh
- Chương IX. Con Đường Thập Tự Chinh
- Chương X. Alyasha
- Chương XI. Đầm Lầy Venice
- Chương XII. Cha Tich Thoát Nạn
- Chương XIII. Khu Rừng Ma Quái
- Chương XIV. Vùng Đất Celtic
- Chương XV. Bông Sen
- Chương XVI. Sa Mạc Awikango
- Chương XVII. Tu Viện Tirloch
- Chương XVIII. Giải Đấu Hiệp Sĩ
- Chương XIX. Cuộc Tẩu Thoát Ngoạn Mục
- Chương XX. Phong Lan Dại
- Chương XXI. Viên Ngọc
- Chương XXII. Chiếc Lư Hương
- Chương XXIII. Tiên Nữ Melusine
- Chương XXIV. Bóng Ma Màu Trắng
- Chương XXV. Angel
- Chương XXVI. Trận Chiến Cuối Cùng

## Lồng tiếng
- Jean Topart - Dẫn Chuyện
- Bruno Choël - Argaï
- Christian Alers - Oscar Lightbulb
- Laura Préjean - Angel
- Marie-Christine Adam - Nữ Hoàng Bóng Tối
- Henri Labussière - Hugsley Barnes
- Patricia Legrand - Cô Moon
- Patrick Préjean - Barnaby
- Benoît Allemane - Pacha
- Jean Barney - Cha Của Argaï